# Eviota partimacula
Eviota partimacula es una especie de peces de la familia de los Gobiidae en el orden de los Perciformes.

## Morfología
Los machos pueden llegar a alcanzar los 1,5 cm de longitud total.

## Distribución geográfica
Se encuentran en las Islas Marshall.

## Observaciones
Es inofensivo para los humanos.